# Metapogon carinatus
Metapogon carinatus är en tvåvingeart som beskrevs av Wilcox 1964. Metapogon carinatus ingår i släktet Metapogon och familjen rovflugor. Inga underarter finns listade i Catalogue of Life.